# Sanicula azorica
Sanicula azorica é uma planta  pertencente à família Apiaceae e endémica das ilhas dos Açores, onde é conhecida por erva-do-capitão surge em todas as ilhas exceto na Graciosa, Flores e Corvo.